# Michael Augustine Corrigan

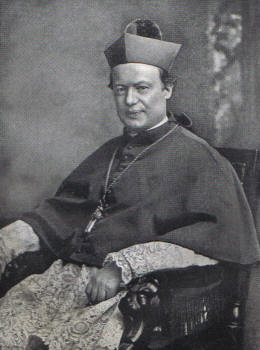
Michael Augustine Corrigan (vor 1900)

Wappen von Erzbischof Corrigan

Michael Augustine Corrigan (* 13. August 1839 in Newark, New Jersey; † 5. Mai 1902 in New York) war Erzbischof von New York.

## Leben
Corrigan, wie die meisten seiner Amtsvorgänger irischer Abstammung, studierte am St. Mary’s College and Seminary in Maryland. 1859 ging er mit elf anderen Studenten nach Rom, wo er am 19. September 1863 die Priesterweihe für das Bistum Newark empfing. Ein Jahr später kehrte er nach Newark zurück, wo er Dogmatikprofessor und bis 1873 Generalvikar war. Am 14. Februar 1873 wurde Corrigan dann von Papst Pius IX. zum Bischof von Newark ernannt. Die Bischofsweihe empfing er am 4. Mai desselben Jahres durch Kardinal John McCloskey, dem damaligen Erzbischof von New York. Mitkonsekratoren waren der Bischof von Brooklyn, John Loughlin, und der Bischof von Louisville, William George McCloskey.
Da sich der Gesundheitszustand des 70-jährigen Erzbischofs von New York allmählich verschlechterte, wurde der 41-jährige Corrigan am 1. Oktober 1880 zum Koadjutorerzbischof von New York und Titularerzbischof von Petra in Palaestina ernannt. Auf dem dritten Plenarkonzil von Baltimore (1884) vertrat er den Kardinal, der ein Jahr später starb. Corrigan wurde sein Nachfolger. Wie sein beliebter Vorgänger richtete er neue katholische Seminare ein und ließ die St. Patrick’s Cathedral endgültig fertigstellen.
1886 kam es zu einer Kontroverse zwischen ihm und dem Lehrer Edward McGlynn, der in seine Lehre auch den Sozialismus einbringen wollte. Nach Rücksprache mt Papst Leo XIII. exkommunizierte Corrigan den Priester. Damit stieß er auch auf Widerstand. Die Kontroverse um den Sozialismus war mit McGlynns Exkommunikation noch lange nicht beendet: 1892 wurde Edward McGlynn rehabilitiert und begann erneut eine Diskussion über katholischen Unterricht.
Corrigan eröffnete 1896 ein neues theologisches Seminar und feierte am 4. Mai 1898 das 25-jährige Jubiläum seiner Bischofsweihe. 1902, als er von einer Reise auf die Bahamas-Inseln zurückkehrte, erlitt er eine schwere Erkältung und einen Unfall. Er starb am 5. Mai 1902 im Alter von 62 Jahren.